# Гоала

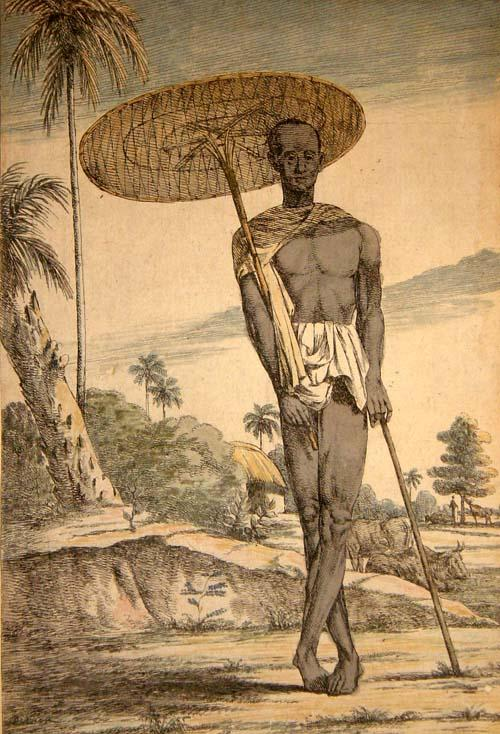
Иллюстрация представителя касты Гоала, сделанная в 1800 году Франсуа Балтазаром Солвинсом.

Гоала (деванагари: गव्लि , IAST: gavli так же читается как Гвалла, Гоала, Говли) — пастушеская, скотоводческая каста, проживающая в штатах Гоа и Махараштра в Индии так же известная как Ахир. Самая многочисленная из индийских каст. С языка маратхи слово гоала  переводится как пастух или молочник и относится ко всем кастам, которые практикуют или практиковали скотоводство в западной Индии.

## Гоала в разных штатах

### Махараштра
В штате Махараштра каста Гоала подразделяется на четыре подкасты: Ашир, Голкар, Гоалар и Рават. Каждая из этих групп имеет свои обычаи и традиции и не вступает в браки с членами других групп. Как и многие другие Индийские касты, они строго эндогамны и практикуют клановую экзогамию.

### Гуджарат
В штате Гуджарат Гоала считается переселенческой общиной, иммигрировавшей из Махараштры в 18 веке. В основном, они проживают в округе Раджкот и Барода. Большая часть общины говорит на языке гуджарати, хотя многие понимают махаратхи.
Гоала в Гуджарате по сей день поддерживают брачные связи с Гоала из Махараштры.
Исторически, Гоала были пастухами, хотя они и держали дистанцию от пастушеских общин из Гужарата, таких как Ахир и Чаран. Многие из них отошли от традиционного рода занятий и начали селиться в городах и посёлках.
.

### Гоа
Гоала из штата Гоа в основном вегетерианцы и говорят на смеси языков махаратхи и конкани. Их поселения называются IAST: Gavḷhīvāḍo и их можно встретить по всему штату Гоа.